# Конвенция за борба срещу незаконния трафик на упойващи и психотропни вещества
Конвенцията на обединените нации за борба срещу незаконния трафик на упойващи и психотропни вещества от 1988 г., известна още и като Виенската конвенция (1988), е сред 3-те основни международни споразумения за контрол на наркотиците, които са в сила след края на Студената война с падането на Берлинската стена.
Предвижда допълнителни правни механизми за прилагане от Единната конвенция за наркотичните вещества от 1961 г. и Конвенцията за психотропните вещества от 1971 г.
Съставена и подписана във Виена на 20 декември 1988 г., конвенцията влиза в сила от 11 ноември 1990 г. Към 1 януари 2005 г., има 170 страни които са страни по нея, сред които и Република България (обн. ДВ. бр.89 от 19 октомври 1993 г.).